# Zelotes mulanjensis
Zelotes mulanjensis är en spindelart som beskrevs av FitzPatrick 2007. Zelotes mulanjensis ingår i släktet Zelotes och familjen plattbuksspindlar.
Artens utbredningsområde är Malawi. Inga underarter finns listade i Catalogue of Life.